# Villebrumier
Villebrumier är en kommun i departementet Tarn-et-Garonne i regionen Occitanien i södra Frankrike. Kommunen ligger i kantonen Villebrumier som tillhör arrondissementet Montauban. År 2022 hade Villebrumier 1 349 invånare.

## Befolkningsutveckling
Antalet invånare i kommunen Villebrumier
| Referens: INSEE |

## Monument

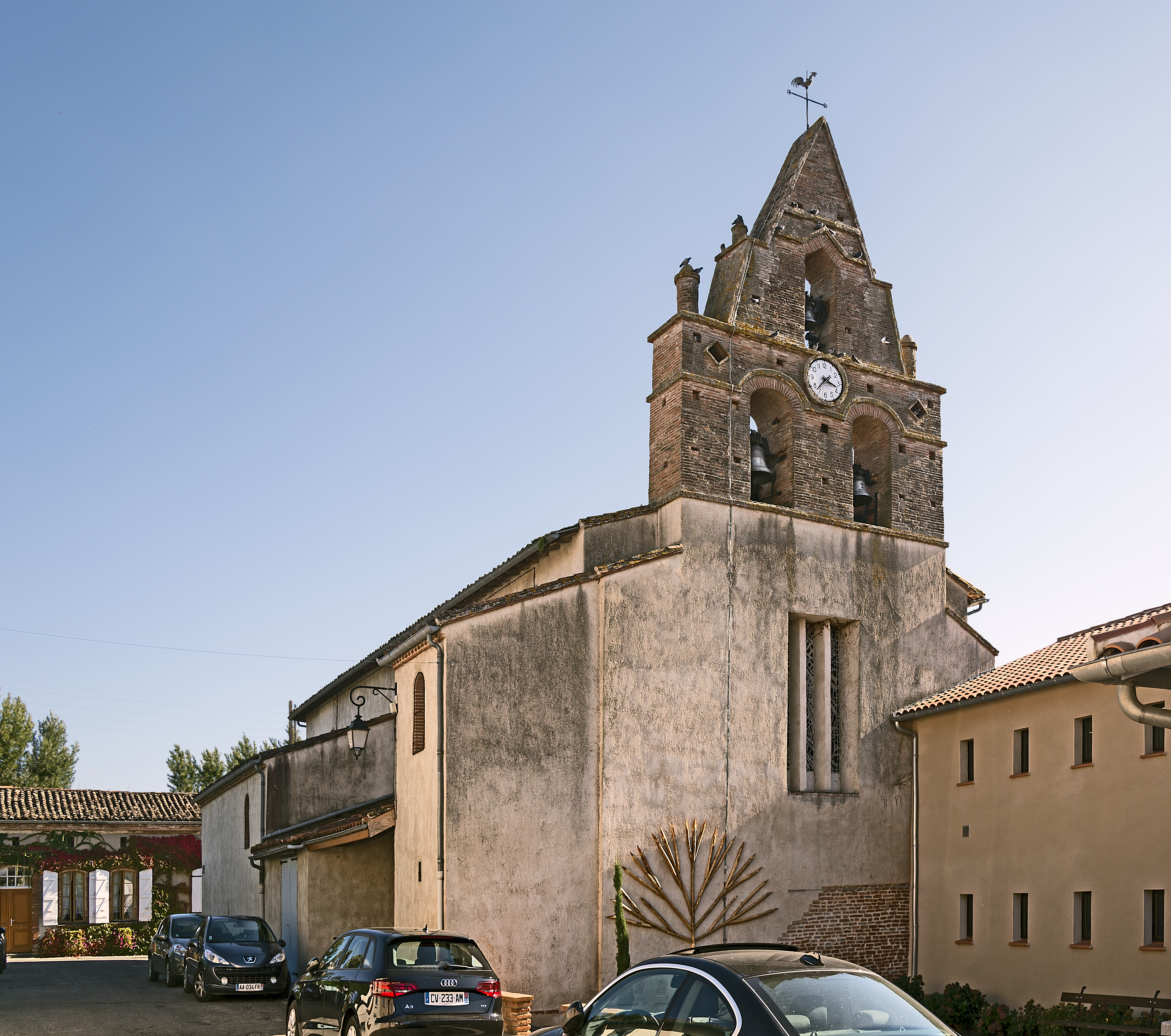
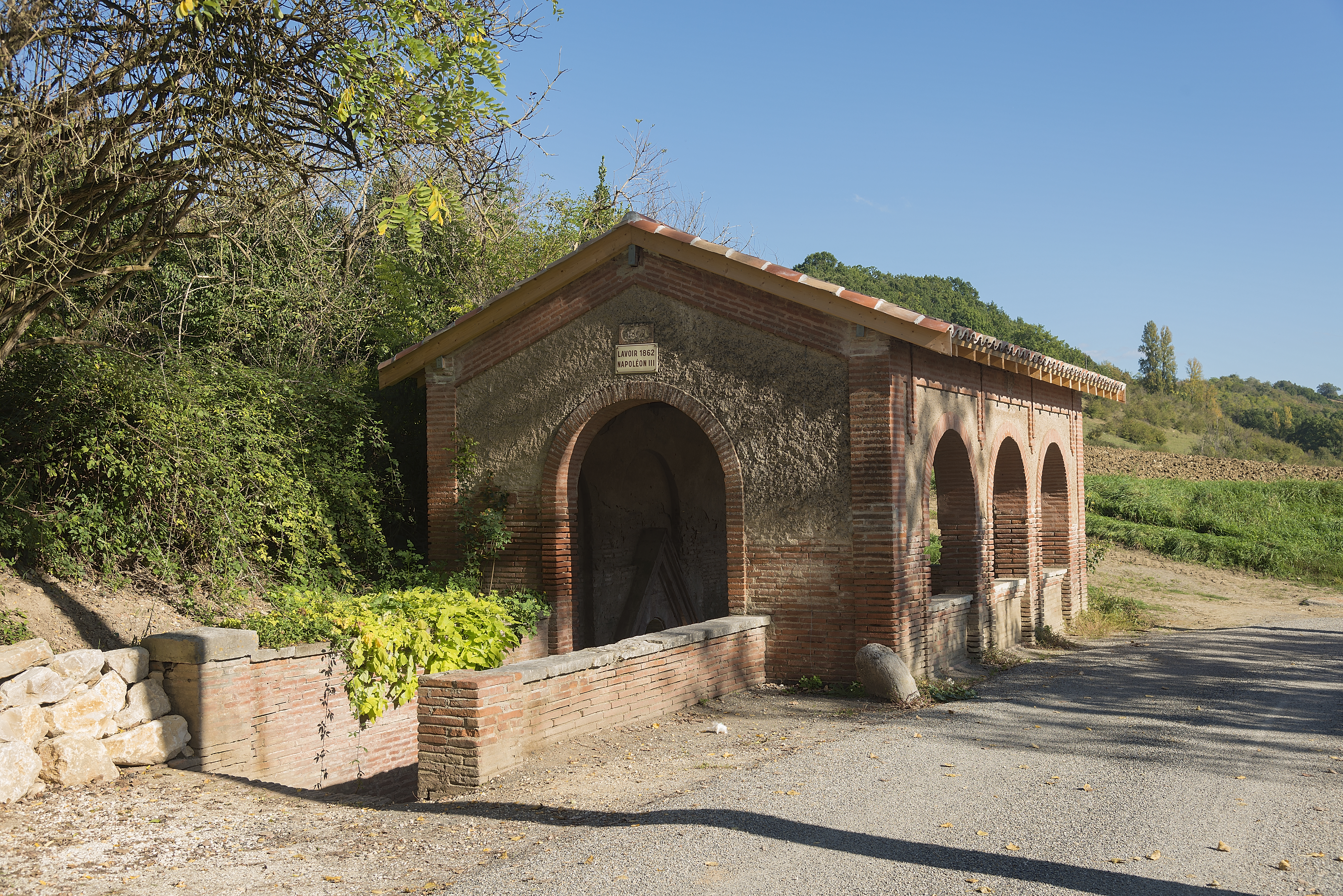
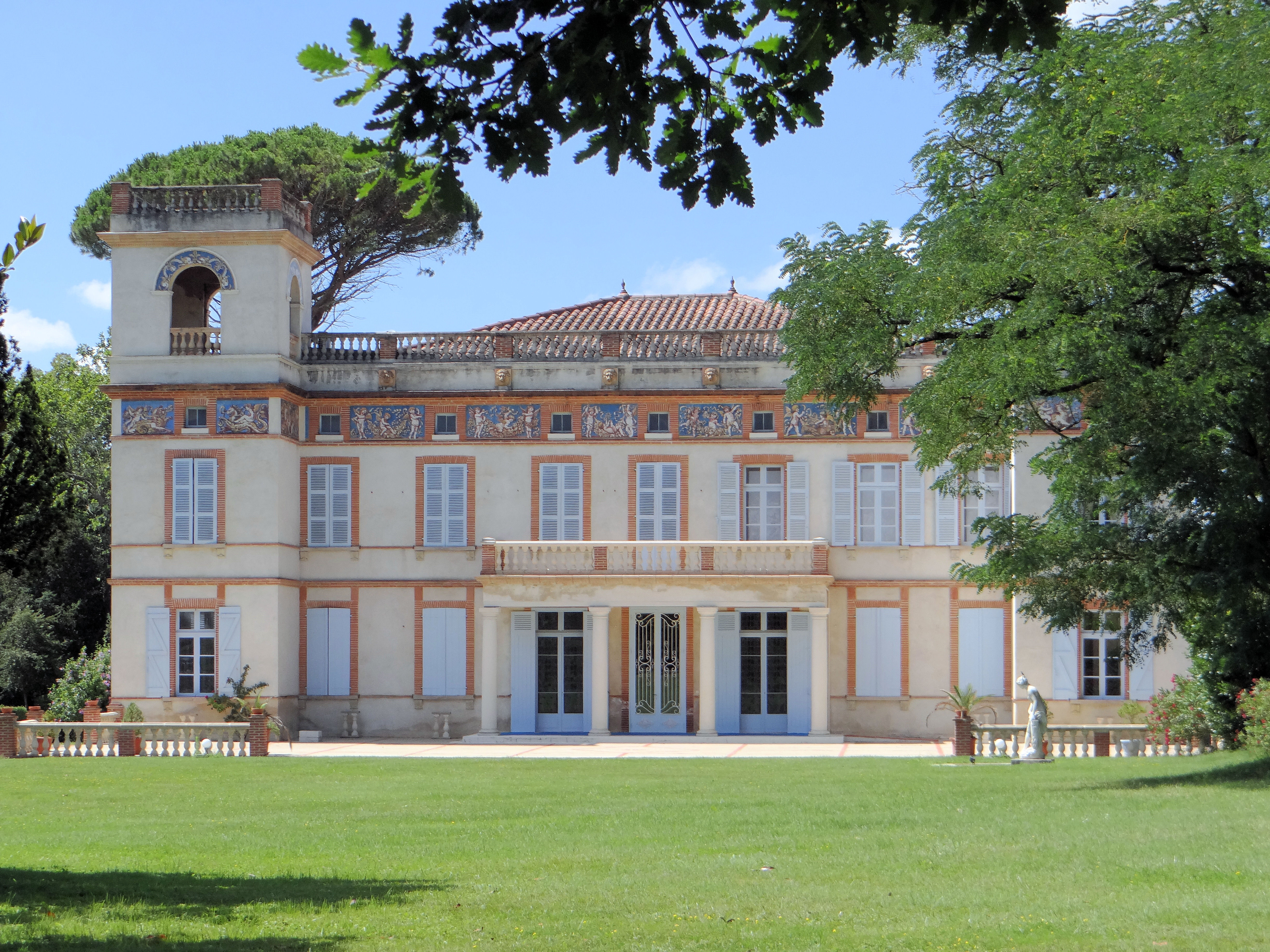